# Anne Caillon
 (juin 2023).
Si vous disposez d'ouvrages ou d'articles de référence ou si vous connaissez des sites web de qualité traitant du thème abordé ici, merci de compléter l'article en donnant les références utiles à sa vérifiabilité et en les liant à la section « Notes et références ».
Anne Caillon, née le 24 novembre 1973, est une actrice française.

## Biographie
Après l'obtention d'une maîtrise de droit fiscal et de droit international des affaires à la Sorbonne, Anne Caillon se lance dans le théâtre et suit une formation professionnelle à l'École nationale supérieure des arts et techniques du théâtre. Elle se produit de nombreuses fois sur les planches à partir de 1993 et jusqu'en 2000, année où la télévision accueille les premiers pas de la jeune actrice. Elle joue ainsi dans des séries policières comme Commissaire Moulin et Les Cordier, juge et flic, ainsi que dans des épisodes de Engrenages et Les Montana. Elle apparaitra aussi dans Caméra café, jouant Margot, une prostituée proche d'Hervé Dumont (interprété par Bruno Solo).
Mais Anne Caillon ne se cantonne pas à la télévision et tourne, en 2005, dans le clip de Gérald de Palmas, Dans la cour. Après un petit rôle, en 2003, dans Qui a tué Bambi ?, de Gilles Marchand, elle joue aux côtés de Sharon Stone, deux ans plus tard, sur le tournage de Basic Instinct 2. Anne Caillon interprète l'initiatrice sexuelle et la maîtresse du personnage joué par Sharon Stone. Toutefois, les scènes ont été coupées au montage.
Après un rôle dans Poltergay d'Éric Lavaine en 2006, elle joue dans le thriller U.V., de Gilles Paquet-Brenner, aux côtés de Jacques Dutronc.
Anne Caillon a obtenu le prix d'interprétation au Festival de Rome, pour son interprétation dans le téléfilm L'Étrangère, où son personnage, l'héroïne, est une femme dont tout le monde se méfie.
Elle joue Jess Minion, dans la série Les Mystères de Haven sur Syfy.
À partir de 2017, Anne Caillon fait partie des rôles récurrents du feuilleton télévisé Demain nous appartient aux côtés d'Ingrid Chauvin et de Lorie Pester, où elle interprète le personnage de Flore Vallorta, maire de Sète. Le 19 décembre 2018, plus de 70 célébrités se mobilisent à l'appel de l'association Urgence Homophobie. Anne Caillon est l'une d'elles et apparaît dans le clip de la chanson De l'amour,,.

### Vie privée
Elle a été pendant plusieurs années la compagne de l’acteur Grégory Fitoussi. Ils se sont séparés en 2010.

## Filmographie

### Cinéma
- 2001 : Grégoire Moulin contre l'humanité d'Artus de Penguern : Catherine Lacarrière
- 2003 : Qui a tué Bambi ? de Gilles Marchand : Une infirmière
- 2006 : Basic Instinct 2 de Michael Caton-Jones : Lacey Ward
- 2006 : Poltergay d'Éric Lavaine : Valérie
- 2007 : U.V. de Gilles Paquet-Brenner : Vanessa
- 2008 : Meetic de Marc Andréoni
- 2009 : La Loi de Murphy de Christophe Campos : L'obstétricienne
- 2011 : Forces spéciales de Stéphane Rybojad : Jeanne
- 2019 : Andy de Julien Weill : Florence
- 2023 : Notre tout petit petit mariage de Frédéric Quiring : Mathilde
- 2025 : Doux Jésus de Frédéric Quiring : Nathalie

### Télévision
- 2001 : "Commissaire Moulin" d'Yves Renier : l'interne (épisode Au nom de nos enfants)
- 2001 : Tel père telle flic : Cécile (série)
- 2002 : Vacances mortelles de Laurence Katrian : Manon
- 2002 : Caméra café réalisé par Bruno Solo, Yvan Le Bolloc'h et Alain Kappauf : Margot (épisode Margot)
- 2002 : Mortes de préférence de Jean-Luc Breitenstein : Carole Picard
- 2003 : Ne meurs pas de José Pinheiro : Caroline Leperse
- 2003 : Le Dirlo de Patrick Volson : Gabrielle
- 2003 : Les Cordier, juge et flic réalisé par Michaël Perrotta : Marine Parmentier (épisode Cours du soir)
- 2004 : Les Montana : Laëtitia Montana (série)
- 2004 : Zodiaque réalisé par Claude-Michel Rome : Marion Saint-André (mini-série)
- 2004 : Jeff et Léo, flics et jumeaux réalisé par Étienne Dhaene : Berthille (épisode Jardin zen)
- 2005 : Engrenages créé par Alexandra Clert et Guy-Patrick Sainderichin : Marianne Clément (série)
- 2005 : Petit Homme de Benoît d'Aubert : Savéria
- 2005 : Les Enquêtes d'Éloïse Rome réalisé par Christophe Douchand : Nathalie (épisode Coup de main)
- 2006 : La Chasse à l'homme d'Arnaud Sélignac : Caroline
- 2006 : Nos amis les parents de Philippe Proteau : Charlotte
- 2007 : L'Étrangère de José Pinheiro : Céline
- 2008 - 2011 : Hard créé par Cathy Verney : Mathilde (saisons 1 et 2)
- 2009 : La Dame de Monsoreau de Michel Hassan : la duchesse de Guise
- 2009 : Camping Paradis réalisé par Philippe Proteau : Stéphanie Moreau (épisode Trois étoiles au camping)
- 2009 : Paris, enquêtes criminelles réalisé par Dominique Tabuteau : Laurence Delisle (épisode Comme un frère)
- 2010 : Contes et nouvelles du XIXe siècle réalisé par Laurent Heynemann : Mathilde (épisode Un gentilhomme)
- 2010 : Haven créé par Sam Ernst et Jim Dunn : Jess Minion (saison 1)
- 2010 : Diane, femme flic réalisé par Jean-Marc Seban : Éléonore Fontana (épisode Dernières cartes)
- 2012 : Section de recherches réalisé par Éric Le Roux et Gérard Marx : Alice Fabre (épisode À la dérive)
- 2012 : Commissaire Magellan réalisé par Étienne Dhaene : Clémence (épisode La Miss aux deux visages)
- 2013 : Dos au mur créé par Cécile Gérardin, Hassan Mébarki et Charlotte Pailleux : Inès Barma (série)
- 2013 : Enquêtes réservées créé par Patrick Dewolf et Clémentine Dabadie : Anne-Lise Falguière (saison 6)
- 2014 : Camping Paradis réalisé par Philippe Proteau : Anne (épisode Cœur à cœur)
- 2014 : Le Sang de la vigne réalisé par Marc Rivière : Isabelle Bory (épisode Vengeances tardives en Alsace)
- 2014 - 2016 : Falco créé par Clothilde Jamin : Commissaire Cécile Pereggi (série)
- 2015 : Cherif réalisé par Vincent Giovanni : Laëtitia De Roquebrune (épisode Code d'honneur)
- 2015 : Nina réalisé par Éric Le Roux : Kia (épisode La dernière épreuve)
- 2016 : Léo Matteï, Brigade des mineurs réalisé par Nicolas Herdt : Juge Hélène Richet (épisodes Hors de contrôle et Délit de famille)
- 2017 : Alice Nevers : Le juge est une femme réalisé par Éric Le Roux : Élisabeth Vasseur (épisode Cam girl)
- 2017 - 2022 : Demain nous appartient, série créée par Frédéric Chansel, Laure de Colbert, Nicolas Durand-Zouky, Éline Le Fur, Fabienne Lesieur et Jean-Marc Taba : Flore Vallorta (épisodes 1 à 1 121)
- 2018 : Les Secrets réalisé par Christophe Lamotte : Lieutenant de gendarmerie Nadine (mini-série)
- 2019 : La Malédiction de Provins d'Olivier Doran : Karine Demarle
- 2019 : Tropiques criminels de Stéphane Kappes : Agnès Ferrand (saison 1, épisode 8 : Grande Anse)
- 2019 : Camping Paradis : Lætitia (saison 11, épisode 2 : Papa à la maison)
- 2020 : Meurtres à Cayenne de Marc Barrat : Marguerite Thiégo[5]
- 2020 : Commissaire Magellan : Elsa Deschamps (épisode Mortel refrain)
- 2020 : Crimes parfaits : Marie Michalik (épisode Un coeur sombre)
- 2021 : Meurtres à Marie-Galante de Marc Barrat : Ophélie
- 2022 : Bellefond d'Emilie Barbault & Sarah Barbault : Audrey Passereau
- 2022 : Cassandre de Jérôme Portheault : Claire Bertin (épisode Beauté éternelle)
- 2025 : Bellefond (épisode Le Prix de la vie) : Audrey Passereau

## Théâtre
- 1996 : Time Rocker, mise en scène Bob Wilson, musique de Lou Reed
- 1998 : Les Deux Gentilshommes de Vérone d'après William Shakespeare, Théâtre d'Ivry-Antoine Vitez
- 1998 : Infernal de Henri-René Lenormand, Gabor Rassov, André de Lorde, Alfred Binet et Edgar Allan Poe, mise en scène Pierre Pradinas et Gabor Rassov, Espace Kiron
- 1998 : Est-ce que tu m’aimes ? de Ronald Laing, lecture, Festival d'Avignon
- 1999 : Jacques et Mylène de Gabor Rassov, mise en scène Pierre Pradinas, théâtre de la Gaîté-Montparnasse, tournée

## Distinctions
- Festival Séries Mania : Meilleure actrice dans une série française en 2013 pour Dos au mur[6]